# Barclays

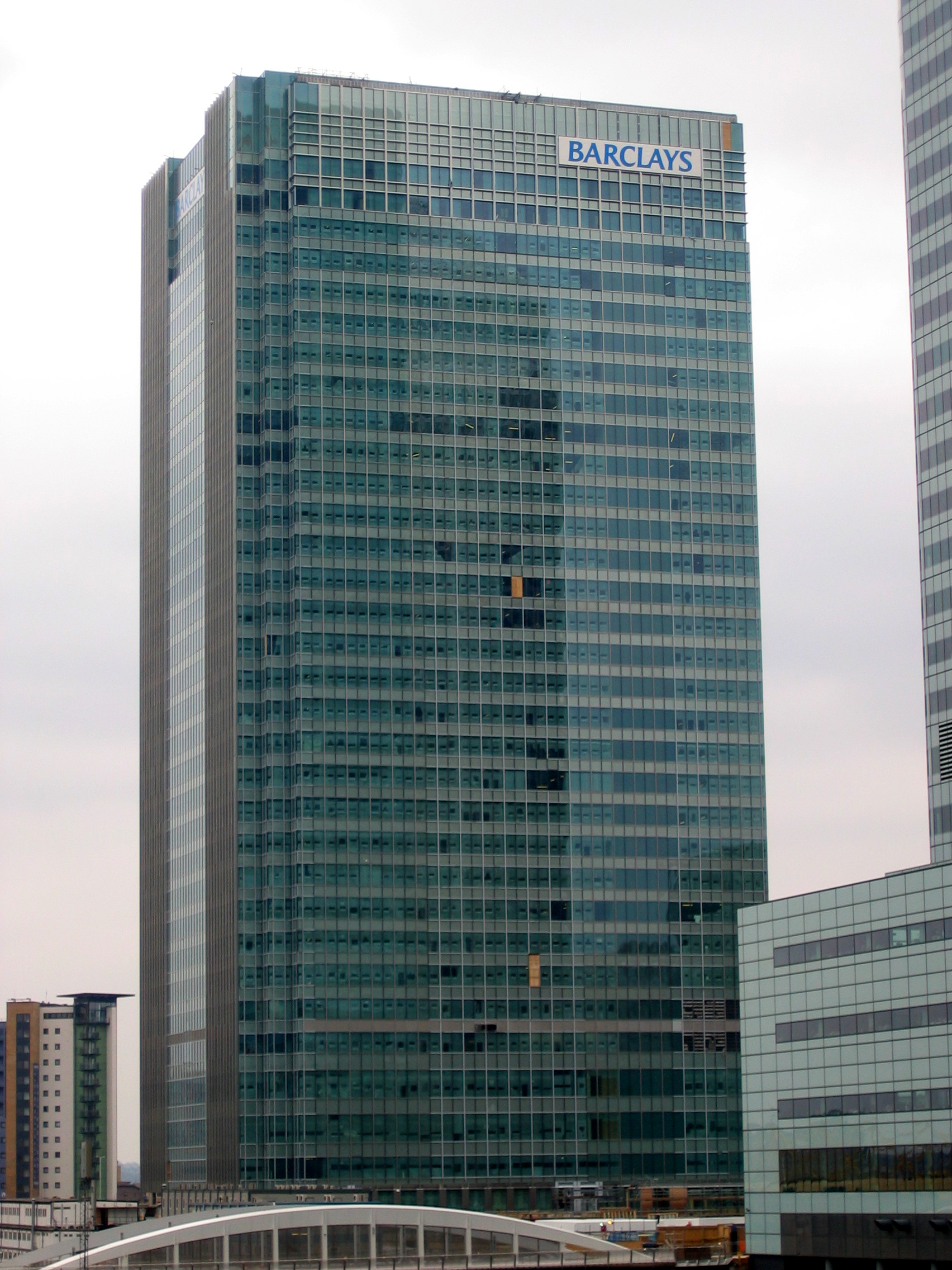
Hauptsitz der Bank im Londoner Canary Wharf

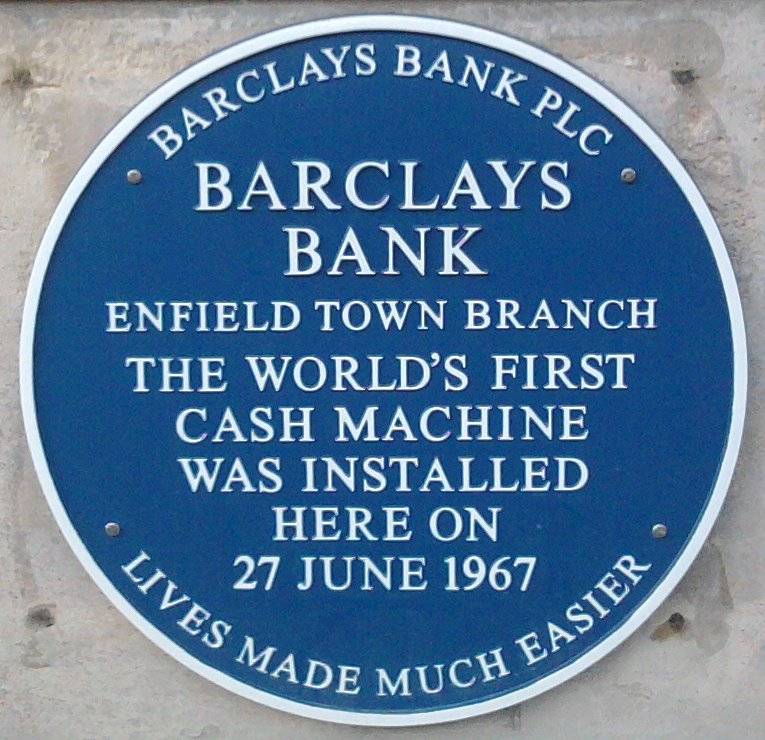
Plakette, die an die Aufstellung des ersten Geldautomaten der Welt in Enfield erinnert

Die Barclays PLC ist ein international agierendes Finanzunternehmen aus Großbritannien. Barclays ist die drittgrößte Bank in Großbritannien. Zum Jahresende 2016 beschäftigte sie weltweit 119.300 Mitarbeiter.
Die Bank ist eine der Großbanken, die vom Financial Stability Board (FSB) als „systemically important financial institution“ (systemisch bedeutsames Finanzinstitut) eingestuft wurden. Sie unterliegt damit einer besonderen Überwachung und strengeren Anforderungen an die Ausstattung mit Eigenkapital. In einer 2011 an der ETH Zürich veröffentlichten Studie wurde Barclays als einflussreichstes Unternehmen der Weltwirtschaft bezeichnet.

## Geschichte
Die Unternehmensgeschichte geht zurück bis ins Jahr 1690, als John Freame (1669–1745) und Thomas Gould, beides Quäker, in der Lombard Street der City of London als Goldschmied-Banker begannen. Das kommerzielle Bankwesen entstand in England mit den Goldschmieden, die dazu übergingen, Gold und Wertsachen ihrer Kunden in sichere Verwahrung zu nehmen.
1728 zog die Bank in das Haus Nr. 54 Lombard Street, das als Zeichen einen schwarzen Adler mit ausgebreiteten Flügeln trug. Dieses Symbol wurde in den darauffolgenden Jahren zum Erkennungszeichen der Bank
Der Name Barclay wurde erstmals 1736 im Zusammenhang mit dem Bankhaus verwendet, als James Barclay, John Freames Schwiegersohn, als Partner aufgenommen wurde.
Von 1776 bis 1785 firmierte die Bank als Barclay, Bevan and Bening.
Zu seinem Reichtum kam das Bankhaus während der Zeit des Kolonialismus.

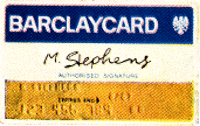
Originaldesign der Barclaycard zwischen 1966 und 1983

Unter dem Label Barclaycard brachte Barclays 1966 die erste Kreditkarte im Vereinigten Königreich heraus. Barclays hat weltweit 21,2 Millionen Kreditkartenkunden, wovon 10,8 Millionen Kunden auf das Vereinigte Königreich und 10,4 Millionen auf die weiteren Länder entfallen.
Der erste Geldautomat der Welt wurde 1967 von der Barclays-Filiale in Enfield (heute ein Stadtbezirk von Greater London) aufgestellt.
Im Mai 2005 wurde der Hauptsitz von Barclays von der Lombard Street in der Innenstadt von London in die Docklands weiter östlich verschoben. Im Rahmen der Finanzkrise unternahm Barclays Anfang Oktober 2008 Kapitalbeschaffungsmaßnahmen in Höhe von 6,5 Milliarden Pfund – davon 2 Mrd. durch Streichung der Dividende und 4,5 Mrd. in Form von Kapitalbeteiligungen institutioneller Investoren. Von den 4,5 Mrd. Pfund wiederum stammen 3,5 Mrd. von der International Petroleum Investment Company (IPIC), einem Staatsfonds aus dem Emirat Abu Dhabi. Am 2. Juni 2009 verkaufte IPIC einen Anteil von 3,5 Mrd. Pfund seiner damals erworbenen Beteiligung, dies entspricht 11 % des Grundkapitals von Barclays.
Im Jahr 2009 wurde die Investmenttochter Barclays Global Investors (BGI) vom US-Finanzunternehmen BlackRock für 13,5 Mrd. Dollar übernommen. Dabei wurden 6,6 Mrd. Dollar in bar und 6,9 Mrd. Dollar in Aktien beglichen. Das von BlackRock verwaltete Vermögen beträgt rund 2.700 Mrd. Dollar.
Durch ein Management-Buy-out wurde im Jahr 2011 die Abteilung Barclays Private Equity als Equistone Partners Europe abgespalten. Barclays war mit 20 Prozent bis Mai 2012 an BlackRock beteiligt.

## Aktie und Anteilseigner
Die Aktien sind an der London Stock Exchange und an der NYSE gelistet; sie sind im FTSE 100 Index enthalten.
Die Barclays-Aktien befindet sich im Streubesitz. Folgende Aktionäre besitzen jeweils mehr als 3 % der Unternehmensaktien (Stand: März 2019):
- 5,50 % – Qatar Holding LLC
- 5,10 % – Sherborne Investors Management LP
- 4,79 % – Capital Research & Management Co. (World Investors)
- 3,77 % – Dodge & Cox

## LIBOR-Manipulationen
Am 27. Juni 2012 wurde Barclays von der britischen Finanzaufsicht Financial Services Authority (FSA) sowie dem Justizministerium und der US-amerikanischen Commodity Futures Trading Commission eine Rekordstrafe von insgesamt 450 Millionen Dollar auferlegt, weil die Bank die wichtigen Referenzzinssätze LIBOR und EURIBOR jahrelang routinemäßig manipuliert habe, um Handelsgewinne zu erzielen. Ed Miliband, Vorsitzender der britischen Labour Party, erklärte, das Finanzsystem sei „institutionell korrupt“, und forderte eine strafrechtliche Verfolgung der verantwortlichen Banker. Es könne, so erklärte er, nicht mit einem Klaps auf die Hand und dem Verzicht auf einen Bonus getan sein. Doch der britische Finanzminister George Osborne bestätigte, dass die Kompetenzen der FSA nicht ausreichten, um die Manipulation strafrechtlich zu verfolgen. Aufgrund des Skandals kündigte am 2. Juli 2012 zunächst Marcus Agius, Chef des Barclays-Verwaltungsrates, seinen Rückzug aus dem Unternehmen an; einen Tag später traten Vorstandschef Bob Diamond und COO Jerry del Missier mit sofortiger Wirkung von ihren Ämtern zurück. In einem Dokument vom 3. Juli 2012 stellte die Bank ihre Sicht zu den Vorfällen öffentlich dar, bedauerte diese und räumte ein, dass sie niemals hätten passieren dürfen.

## Goldpreis-Manipulationen
Wegen Manipulationen beim Goldfixing wurde Barclays im Mai 2014 von der britischen Financial Conduct Authority (FCA) zu einer Geldstrafe von 26 Millionen britischen Pfund verurteilt. Barclays ist die erste Bank, die für Manipulationen des Goldpreises mit einer Geldbuße belegt wurde.

## Kritik
Im Jahr 2012 gewann Barclays den Public Eye Award, da die Bank der am schnellsten wachsende Nahrungsmittelspekulant sei und damit die Preise für Nahrungsmittel auf Kosten der Armen in die Höhe getrieben haben soll.
Anfang 2014 kündigte die Bank an, international 12.000 Stellen zu streichen. Gleichzeitig werden die Bonuszahlungen um 13 Prozent auf 1,57 Milliarden Pfund im Bereich Investment angehoben, während die Gewinne in diesem Bereich um 37 Prozent auf 2,5 Milliarden Pfund sanken.
X1-Pleite: Barclays Bank ist die Emittentin des X1-Zertifikates. Über dieses Zertifikat konnten Anleger in den K1-Hedgefonds des Finanzbetrügers Helmut Kiener investieren. Die Pleite des K1-Hedgefonds führte auch zum Komplettausfall des X1-Zertifikates. Insgesamt hat die Bank ca. 250 Millionen Euro bei Anlegern im Zusammenhang mit Kiener-Fonds eingesammelt. Die Bank weist bis heute jede Verantwortung für das X1-Produkt von sich. Geschädigte Anleger klagen vor den Gerichten gegen Barclays.
Barclays schüttete ein halbes Jahr nach Bekanntwerden der X1-Pleite 1,5 Milliarden Pfund (1,9 Milliarden Euro) an Bonuszahlungen an Angestellte aus.
Der Chef von Barclays, Jes Staley, trat Anfang November 2021 nach Untersuchungen der britischen Finanzaufsicht über seine Verbindungen zu dem verstorbenen Sexualstraftäter und US-Banker Jeffrey Epstein zurück. Die Bank habe von vorläufigen Ermittlungsergebnissen der britischen Behörden erfahren. Angesichts dieser Informationen und der Absicht von Staley, diese anzufechten, seien das Board der Bank und Staley übereingekommen, dass er als Vorstandschef und Direktor von Barclays zurücktreten werde.
Die britische Finanzaufsicht FCA (Financial Conduct Authority) verhängte im Oktober 2023 eine Strafe von 1,8 Millionen Pfund (etwa 2,1 Millionen Euro) gegen Staley.   Zudem dürfe er keine Führungsposition mehr im Finanzsektor einnehmen. Die Entscheidungen seien vorläufig, da Staley sie zur Überprüfung an eine Prüfungskommission weitergeleitet habe.

## Trivia

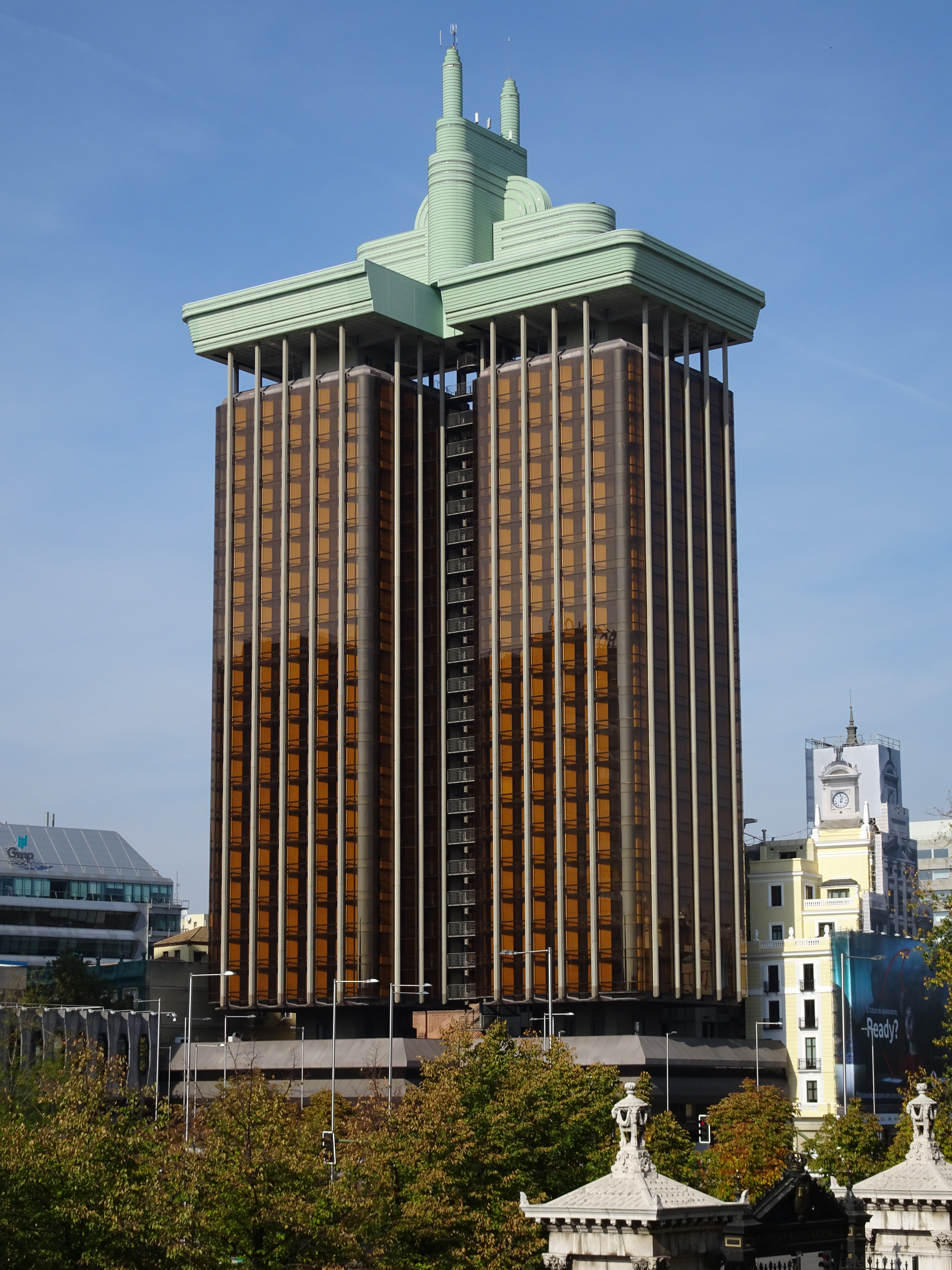
Torres de Colón in Madrid

Der Sitz von Barclays in den USA befindet sich an der Park Avenue in New York City. Die Zweigstelle der Bank in Madrid, die Torres de Colón (1976 unter Leitung von Antonio Lamela für Rumasa errichtet), wurde 2008 von den Reisebloggern des Internet-Projektes Virtualtourist zu einem der zehn hässlichsten Gebäude der Welt gewählt.

## Deutsche Zweigniederlassung
1991 eröffnete Barclays seine erste Auslandsniederlassung in Hamburg, siehe Barclays Bank (Deutschland). Das deutsche Privatkundengeschäft hat Barclays zum 31. Januar 2025 an die österreichische BAWAG abgegeben. Das Unternehmen wird zunächst weiter unter der Marke Barclays auftreten.